# Scoliosorus mannianus
Scoliosorus mannianus là một loài dương xỉ trong họ Pteridaceae. Loài này được Hook. E.H. Crane mô tả khoa học đầu tiên năm 1997.